# Landstuhl
Landstuhl (in tedesco palatino Londschduul) è una città di 8 599 abitanti della Renania-Palatinato, in Germania.
Appartiene al circondario (Landkreis) di Kaiserslautern (targa KL) ed è parte della comunità amministrativa (Verbandsgemeinde) di Landstuhl.